# Condado de Bibb (Alabama)
Condado de Bibb é um condado localizado no centro do estado do Alabama nos Estados Unidos. De acordo com o censo de 2022, sua população é de 22.005 habitantes. A sede do condado e sua maior cidade é Centreville. Seu nome é em homenagem a William W. Bibb, primeiro governador do Alabama. Trata-se de um dry county; entretanto, ao longo dos últimos anos várias cidades liberaram a venda de bebidas alcoólicas: Woodstock (dezembro de 2017), West Blocton (agosto de 2012), Centreville (junho de 2010) e Brent (maio de 2010).

## História
O Condado de Cahawba foi estabelecido em 7 de fevereiro de 1818, nomeado por causa do rio Cahawba (agora mais conhecido como rio Cahaba), com origem na linguagem dos choctaw, significando água acima. Em 1820, foi renomeado para Condado de Bibb.
No despontar da Guerra Civil Americana, a legislatura estadual aprovou leis para a criação de uma nova constituição, a qual criava barreiras para o registro de votos e, consequentemente, favorecia a efetiva exclusão dos libertos. Muitos moradores resistiram aos objetivos da ocupação da União, em ambos os períodos durante e pós-Reconstrução, pois ansiavam por restaurar o status social e político do período Antebellum. Durante esta transição Bibb, juntamente com Dallas e Pickens foi o condado com o terceiro maior numero de linchamentos no estado. Em 7 de Novembro de 2000, o condado votou contra a proposta de abolir, da constituição do Alabama, a proibição do casamento inter-racial.

## Geografia
De acordo com o censo, o condado possui uma área de 1622 km², dos quais 1614 km² são de terra e 9 km² são de água. Encontra-se na região dos Apalaches, integrando a ARC.

### Condados adjacentes
- Condado de Jefferson, norte
- Condado de Shelby, nordeste
- Condado de Chilton, sudeste
- Condado de Perry, sudoeste
- Condado de Hale, sudoeste
- Condado de Tuscaloosa, noroeste

### Áreas de proteção nacional
- Cahaba River National Wildlife Refuge
- Floresta Nacional de Talladega (parte)

## Transportes

### Principais Rodovias
- U.S. Route 82
- State Route 5
- State Route 25
- State Route 58
- State Route 219

### Ferrovias
- Norfolk Southern Railway

## Demografia
De acordo com o censo de 2022:
- População total: 22.005 habitantes
- Densidade: 14 hab/km²
- Residências: 9.154
- Famílias: 7.083
- Composição da população:
  - Brancos:  76,1%
  - Negros: 21,6%
  - Nativos americanos e do Alaska: 0,5%
  - Asiáticos: 0,3%
  - Nativos havaianos e ilhotas do Pacífico: 0,1%
  - Duas ou mais raças: 1,4%
  - Hispânicos ou latinos: 3,1%

## Comunidades

### Cidades
- Brent
- Centreville (sede)

### Vilas
- Vance (parcialmente no condado de Tuscaloosa)
- West Blocton
- Woodstock (parcialmente no condado de Tuscaloosa)

### Comunidades não-incorporadas
- Abercrombie
- Active
- Antioch
- Brierfield
- Coleanor
- Eoline
- Gary Springs
- Green Pond
- Lawley
- Little Hope
- Lucille
- Marvel
- Maud
- Piper
- Randolph
- Sand Mountain
- Sixmile

### Cidades-fantasma
- Cadle